# ترساننده ۲
ترساننده ۲ (به انگلیسی: Terrifier 2) یک فیلم اسلشر و ترسناک آمریکایی محصول سال ۲۰۲۲ به نویسندگی، کارگردانی و تدوین دیمین لئون است. این فیلم دنباله‌ای بر ترساننده (۲۰۱۶) است و سومین فیلم بلندی است که «آرتِ دلقک» را نمایش می‌گذارد. این فیلم بازگشت دیوید هاوارد تورنتون و سامانتا اسکافیدی را رقم می‌زند که به ترتیب در فیلم اول نقش‌های دلقک و ویکتوریا هیس را ایفا کردند و ‌در کنار لورن لاورا، الیوت فولام، سارا ووگت، کیلی هایمن و کیسی هارنت در آن حضور دارند. داستان فیلم رستاخیز آرت و تعقیب سیِنا شاو و برادر کوچکترش جاناتان در شب هالووین—یک سال پس از وقایع فیلم اول—را دنبال می‌کند.
این فیلم از یک مفهوم فیلم بلند سرچشمه می‌گیرد که لئونه مدت کوتاهی پس از فیلم‌برداری اولین فیلم کوتاه کارگردانی خود به نام ۹اُمین دایره (۲۰۰۹) شروع به توسعه آن کرد. مفهوم فیلم برنامه‌ریزی‌شده به شدت بر روی یک قهرمان زن با لباس فرشته متمرکز بود و در نهایت از هم پاشید، اما پس از اکران ترساننده (۲۰۱۶)، لئون می‌خواست شخصیت را به عنوان قهرمان داستان بازگرداند—که به سیِنا تبدیل می‌شود، شخصی که لئونه به عنوان «قلب و روح» ترساننده ۲ توصیف می‌کند. لئونه سه ماه را صرف نوشتن یک فیلمنامه شخصیت‌محور در پی انتقاد از عدم روایت فیلم اول کرد.
بودجه فیلم سخت بود زیرا فیلمنامهٔ آن بلندپروازانه‌تر از فیلم اول بود و بودجه بیشتری نیاز داشت. لئونه پیش از فیلمبرداری از سرمایه‌گذاران خصوصی تأمین مالی کرد و کمپینی را در ایندی‌گوگو با هدف ۵۰ هزار دلار برای فیلم‌برداری یک صحنهٔ عملی مبتنی بر جلوه‌ها راه‌اندازی کرد. این کمپین موفقیت بزرگی بود و به بیش از ۴۳۰ درصد از هدف اولیه با مجموع ۲۵۰ هزار دلار کمک مالی رسید. این یکی از فیلم‌های متعددی است که تحت تأثیر دنیاگیری کروناویروس بر سینما قرار گرفته‌است و تصویربرداری اصلی آن در اواسط سال ۲۰۲۰ به دلیل قرنطینه‌های دنیاگیری متوقف شد.
این فیلم نخستین نمایش جهانی خود را در فرایت‌فست در ۲۹ اوت ۲۰۲۲ داشت و در ۶ اکتبر در ایالات متحده اکران شد و در گیشه موفق شد و بیش از ۱۴ میلیون دلار فروش داشت. فیلم به‌طور کلی با نقدهای مثبت منتقدان مواجه شد، که با تمجید از نقش‌آفرینی‌های تورنتون و لاورا، بسیاری از منتقدان فیلم را پیشرفتی نسبت به نسخهٔ قبلی خود می‌دانستند. سکانس‌های خشونت‌آمیز و وحشتناک فیلم ظاهراً منجر به تماس با خدمات اورژانس توسط بینندگانی شد که غش و استفراغ کردند. دنباله این فیلم، ترساننده ۳ در ۱۹ سپتامبر ۲۰۲۴ به نمایش درآمد.

## داستان
«آرتِ دلقک» پس از احیا شدن توسط یک موجود ناشناس پس از کشتار مایلز کانتی، به طرز وحشیانه‌ای پزشکی قانونی را که در حال بررسی جسد او است با چکش می‌کشد. او برای تمیزکردن لباس‌های آغشته به خونش به یک رخت‌شویخانه می‌رود، و در آنجا با «دختر کوچولوی رنگ‌پریده» روبرو می‌شود که یک موجودیت شیطانی مرموز در لباس دلقک مشابه است. یک فرد پیش از اینکه کشته شود، آرت را در حال تعامل با آن دختر می‌بیند که برای او نامرئی است.
یک سال بعد، سیِنا شاو نوجوان، لباس هالووین خود را تمام می‌کند: یک فرشتهٔ جنگجو که توسط پدرش که اخیراً در پی تومور مغزی درگذشته است، برای او طراحی شده‌است. جاناتان، برادر سیِنا، می‌خواهد برای هالووین لباس «آرتِ دلقک» را بپوشد و از زمانی که طرح‌هایی از آرت و قربانیانش را در کتاب طراحی پدر فقیدشان کشف کرده، به او علاقه‌مند شده‌است. سیِنا در آن شب یک کابوس می‌بیند که در آن با آرت روبرو می‌شود و با آتشی که روی کمدش می‌سوزد از خواب بیدار می‌شود، در حالی که شمشیری که از طرف پدرش به او هدیه شده بود، سالم می‌ماند.
جاناتان در روز هالووین، آرت و «دختر کوچولوی رنگ‌پریده» را در مدرسه می‌بیند که با یک صاریغ مرده بازی می‌کنند. در همین حال سیِنا دچار وحشت‌زدگی می‌شود زیرا دوستانِ او آلی و بروک، دربارهٔ نابودی ویکتوریا هیس و مثله‌کردن مونیکا براون، مجریِ بحث‌برانگیز تاک شو، بحث می‌کنند. سیِنا و آلی برای خرید یک جفت بال جایگزین به مغازه هالووین می‌روند و در آنجا با آرت روبرو می‌شوند. آرت فروشنده مغازه را می‌کشد و بعداً به خانه آلی نفوذ می‌کند، جایی که او را به شکل تئاتری تا حد مرگ مثله می‌کند—چشم و پوست سرش را بریده، بازوهایش را می‌شکند، و سفیدکننده و نمک روی زخم‌هایش می‌پاشد.
جاناتان به سیِنا و مادرشان، باربارا، کتاب نقاشی پدرش از آرت و قربانیانش از کشتار مایلز کانتی، همراه با بریده‌های روزنامه‌ای از قتل‌های مرتبط با او را نشان می‌دهد، که مشخص می‌کند که «دختر کوچولوی رنگ‌پریده» نخستین قربانیِ آرت بوده‌است. جاناتان معتقد است که پدرشان می‌دانست چگونه جلوی آرت را بگیرد، اما کسی او را باور نمی‌کرد. پس از اینکه باربارا کتاب طراحی را پاره می‌کند و به جاناتان ضربه می‌زند، او فرار می‌کند و اندکی بعد آرت باربارا را می‌کشد. جاناتان توسط آرت ربوده می‌شود و تحت تأثیر مواد بیهوشی قرار می‌گیرد.
در یک مهمانی هالووین، بروک نوشیدنی سیِنا را با اکستازی آمیخته می‌کند تا او را آرام کند، اما سیِنا با دیدن «دختر کوچولوی رنگ‌پریده» دچار حمله وحشت‌زدگی می‌شود. بروک و دوست‌پسرش جف، سیِنا را به خانه می‌رانند، اما «دختر کوچولوی رنگ‌پریده» صدای جاناتان را در تلفن جعل می‌کند و سیِنا را به جاذبه‌ای خالی از سکنه به‌نام «The Terrifier» در یک کارناوال منقرض می‌کشاند. آرت، جف را می‌کشد و بروک را به داخل جاذبه متروکه تعقیب می‌کند، پیش از اینکه روی صورتش اسید بریزد و او را تا سرحد مرگ بکشد. سیِنا جسد بروک را کشف می‌کند و با آرت می‌جنگد اما توسط او بیهوش می‌شود. او پس از بیداری، آرت را در حال استفاده از یک تازیانه نه‌رشته بر روی برادرش پیدا می‌کند. سیِنا بر آرت غلبه کرده و شروع به حمله به او با سلاحش می‌کند، اما در نهایت با شمشیر پدرش کشته می‌شود و به سلول شکنجه آب انداخته می‌شود. در حالی که آرت تلاش می‌کند جاناتان را بخورد، سیِنا به‌طور مرموزی توسط شمشیر زنده می‌شود و سپس در نبردی سر آرت را از تن جدا می‌کند و جاناتان را نجات می‌دهد. «دختر کوچولوی رنگ‌پریده» سر او را می‌گیرد و بدون حمله به سیِنا و جاناتان آنجا را ترک می‌کند.
در یک صحنه میان تیتراژ، ویکتوریا که نهادینه شده، در پی تهوع حاملگی شروع به نوشتن «ویکی + آرت» و فحاشی‌های دیگر بر روی دیوار با خونش می‌کند. او سپس سر زنده آرت را به دنیا می‌آورد و پرستار وحشت زده فریاد میزند.

## بازیگران
- لورن لاورا در نقش سیِنا شاو، خواهر بزرگ‌تر جاناتان[۸]
- الیوت فولام در نقش جاناتان شاو، برادر کوچکتر سیِنا
- سارا وویگت در نقش باربارا شاو، مادر سیِنا و جاناتان
- املی مک‌لین در نقش دختر رنگ‌پریده کوچولو
- کریس جریکو در نقش برک
- دیوید هوارد تورنتون در نقش «آرت دلقک [en]»
- کیلی هیمن در نقش بروک، بهترین دوست سیِنا
- کیسی هارتنت در نقش الی، بهترین دوست سیِنا
- چارلی مک الوین در نقش جف، دوست‌پسر بروک
- سامانتا اسکافیدی [en] در نقش ویکتوریا «ویکی» هیس، تنها بازمانده وقایع فیلم اول، که اکنون در بیمارستان روانی بستری است[۹]

علاوه بر این، گریفین سانتوپیترو در نقش اریک، اوون مایر در نقش شان، فلیسا رز در نقش خانم پرینسیپ، تامارا گلین در نقش مادر خرید و ندیم جاهیک در نقش تراویس برایانت ظاهر می‌شوند.

## انتشار
ترساننده ۲ اولین نمایش جهانی خود را در فنتستیک فست در ۲۹ اوت ۲۰۲۲ انجام داد، و در همان روز در فرایت‌فست در لندن نمایش داده شد. این فیلم در ۶ اکتبر ۲۰۲۲ توسط بلادی دیسگاستینگ اکران شد. این فیلم قرار است بعداً در اسکریم‌باکس پخش شود و همچنین پیش از اکران رسمی در «جشنواره‌های ژانر برجسته» پخش شود. لئونه قبلاً ابراز تمایل کرده بود که فیلم «سبک نمایش جاده‌ای» را پس از اتمام آن اکران کند.
در حالی که در ابتدا فقط برای اکران محدود یک هفته‌ای در سینما تعیین شده بود، تماشاگران از بلادی دیسگاستینگ خواستند اعلام کنند که ترساننده ۲ برای دومین آخر هفته در ۱۲ اکتبر ۲۰۲۲ در سینماها باقی خواهد ماند. در ۱۷ اکتبر، این اجرا برای یک هفته دیگر تمدید شد.

## بازخورد

### فروش گیشه
ترساننده ۲ در ۸۸۶ سینما در ایالات متحده اکران شد و در روز افتتاحیه ۴۰۰٫۰۰۰ دلار فروخت. در ادامه به ۸۰۵٫۰۰۰ دلار رسید و در آخر هفته بعد به یک میلیون دلار رسید (افزایش ۲۸ درصدی). ورایتی موفقیت این فیلم را به دلیل بودجه کم و بازاریابی جریان اصلی محدود، برای صنعت «شوک» نامید. این فیلم در دو هفته اول اکران خود ۳٫۴ میلیون دلار فروش داشت. این فیلم در چهارمین آخر هفته اکران خود در ۱٫۵۵۰ سالن (با افزایش ۷۹۵ سالن) ۱٫۸ میلیون دلار فروش داشت که مجموعاً ۷٫۷ میلیون دلار در حال اجرا بود.
لئونه در مورد موفقیت این فیلم در باکس آفیس گفت: «انتظار نداشتم که این فیلم چنین سروصدایی ایجاد کند یا در سینماها اجر شود، صادقانه بگویم، شاید به جز چند سالن هنری. برای دیدن گلوله‌برفی‌شدن آن، افزایش شفاهی شهرت فیلم، مریض‌شدن و بیهوش‌شدن مردم و واقعاً بلند شدن آن، هرگز انتظارش را نداشتم، یا این که حتی میلیون‌ها دلار در سینماها به دست بیاورد.»

### پاسخ انتقادی
در وبگاه جمع‌آوری نقد راتن تومیتوز، ٪۸۷ از ۵۵ بررسی منتقدان مثبت است و میانگینِ امتیاز آن ۶٫۹/۱۰ است. اجماع این وبگاه چنین می‌نویسد: «ترساننده ۲ از هر نظر از نسخه اصلی پیشی می‌گیرد – که آن را به خبر بدی برای افراد بدجنس تبدیل می‌کند، اما زمان خوبی برای علاقه‌مندان به این ژانر است.» این فیلم در متاکریتیک که از میانگین وزنی استفاده می‌کند، بر اساس نظر ۷ منتقدین امتیاز ۵۷ از ۱۰۰ را کسب کرده که نشان‌گر «نقدهای مختلط یا متوسط» است.
جفری اندرسون از کامن سنس مدیا شخصیت‌ها را به‌یادماندنی توصیف کرد، به خصوص سیِنا، به دلیل رشد شخصیت او. به همین دلیل، اندرسون بیان می‌کند که «زندگی انسان در اینجا بیشتر از فیلم اول اهمیت پیدا می‌کند.» مت دوناتو از آی‌جی‌ان در حالی که می‌گوید فیلم «موضوعات و طرح‌های فرعی توسعه‌نیافته‌ای» دارد، آن را به‌عنوان بهبودی نسبت به فیلم اصلی خواند و عملکرد لاورا را برجسته دانست و نوشت که او «در زره فانتزی بال‌فرشته‌اش به عنوان آخرین دختری که می‌جنگد، در نقش سیِنا حکومت می‌کند، برای خانواده‌اش می‌جنگد، با شیاطین خود روبرو می‌شود، و فریادهای جنگ خونین را به چهره تمسخرآمیز آرت می‌زند.» به‌طور مشابه، متیو جکسون از پیست نوشت که «لاورا، که وظیفه تزریق انسانیت به دنباله فیلم را دارد، با قدرت ستاره خالص به این وظیفهٔ خود عمل می‌کند.» تریس ساوور از آستین کرونیکل «حس فیزیکی و زمان‌بندی کمیک» تورنتون را ستود.

### پاسخ مخاطبان
پس از انتشار فیلم، گزارش‌های متعددی مبنی بر استفراغ و غش کردن بینندگان در طول نمایش فیلم ترساننده ۲ منتشر شد که گفته می‌شود یکی از آنها با خدمات اورژانس تماس گرفته‌است. دیمین لئونه کارگردان دربارهٔ واکنش تماشاگران به این فیلم با اینترتینمنت ویکلی گفت: «شاید خوشم میامد اگر بعضی‌ها سالن را ترک می‌کردند اما فکر می‌کنم این خودش به نوعی نشان افتخار است، زیرا این فیلمی شدید است. من نمی‌خواهم مردم در طول فیلم غش کنند، یا صدمه ببینند. اما این تجربه‌ای سورئال است.»

## آینده
هر دو لئون و تورنتون تأیید کرده‌اند که ترساننده ۳ به همراه قسمت‌های بعدی که به آرامی بر پیشینه و انگیزه‌های آرت ساخته می‌شود، برنامه‌ریزی شده‌است. در اکتبر ۲۰۲۲، لئونه گفت که او یک پروژه سوم را هدف قرار داده، اما «ممکن است آنقدر بزرگ شود که به‌طور بالقوه به قسمت ۴ تقسیم شود، زیرا [او] نمی‌خواهد فیلم ۲ ساعت و ۲۰ دقیقه‌ای دیگری بسازد.»